# Valhermoso de la Fuente
Valhermoso de la Fuente – gmina w Hiszpanii, w prowincji Cuenca, w Kastylii-La Mancha, o powierzchni 32,12 km². W 2011 roku gmina liczyła 41 mieszkańców.